# 海南特別行政區
海南特別行政區，簡稱為「瓊」，曾是中華民國在海南島和南海諸島全境設置的特別行政區，法定管轄範圍與當今中华人民共和国的海南省大致相同。區內僅存東沙群島、南沙群岛之太平島與中洲礁由中華民國管轄，現由高雄市代管行政事務，海巡署代管防務。

## 名稱由來
海南古稱珠崖，俗稱瓊州，又名瓊崖。或云因地處中國最南端，隔瓊州海峽，而與雷州半島相望，故有人稱雷州為「海北」，瓊州為「海南」。

## 管轄範圍
全區包括海南島及南海諸島（東、中、西、南沙），法理陸地面積約為3.5萬平方公里，海域面積超200萬平方公里，為總面積最大的省區。隔海相望的省份為廣東省，鄰國為越南、南越、印度尼西亞、馬來西亞、汶萊、菲律賓。

## 地理
海南島為中華民國在1945到1950年實際控制的第二大島，島中部的黎田山和東南部的五指山均為東北至西南走向的山地，境內的南渡江、昌化江、萬泉河等都發源於這些山脈，形成放射狀水系。環島海岸線長1528公里。海南特區的管轄範圍，除了海南島外，還有周圍島嶼，及南海諸島的東沙、西沙、中沙和南沙群島的島嶼、沙洲、暗沙、暗礁、暗灘及其海域。

## 人口
據統計，民國17年（1928年），海南特區人口約為219萬人。民國36年（1947年），約為212萬人。
據中華民國內政部戶政司於民國七十九年（1990年）臺閩地區戶口及住宅普查報告，臺閩地區籍貫為海南特區的人數為10,379人，佔非臺灣省籍中2,694,917人口的0.38%。

## 歷史沿革

### 軍閥割據
海南島久為廣東省之一部分:279。宣統三年（1911年）辛亥革命爆發後，各省紛紛嚮應，宣佈獨立。11月9日，廣東宣佈獨立，次日成立廣東軍政府，胡漢民為推舉為都督，陳炯明為副都督。瓊崖兵備道劉永滇聞風向義，宣佈獨立，自稱臨時都督，改瓊崖道署為都督府。下剪髮令，以示歸順革命之意。
民國初年，頻年戰亂，政無常主，由於廣東政局的頻繁變化，使孤懸南海的海南島也深受影響。民國五年（1916年）10月，龍濟光被滇桂護國軍和廣東民軍擊敗，退守海南島，管治直至民國7年（1918年）。之後桂系軍閥沈鴻英（1919－1920年）和滇系部將李根源（1920年）先後統治海南島。
民國十年（1921年）1月，鄧本殷率部隊打敗舊桂系的瓊崖駐軍團長何福昌，進佔海南島，直至民國十五年（1926年）1月被國民革命軍張發奎部和陳濟棠部聯合打敗，撤出海南島，結束對海南島近5年的管治。

### 南京國府時期
海南在明清時期一直歸廣東省管轄，光緒十三年（1887年），張之洞親臨海南視察，並同岑春煊提議將海南島改設行省，但不為清廷所重視而告吹。至中華民國南京國民政府時期，方獲升格為省之機會。在1930年代就有設立特別行政區之議案:279。先是胡漢民、孫科提議設立瓊崖特別區，並於民國廿年（1931年）12月7日，國民政府國務會議決議：劃廣東省瓊崖全屬為特別行政區，直隸國民政府，設行政長官，並任命伍朝樞為行政長官。伍朝樞於民國廿一年（1932年）3月1日就任瓊崖特別區行政長官；4月16日，在海口設立瓊崖特別區長官公署臨時辦事處，以瓊崖原有13縣及西沙群島為管轄範圍。5月27日，西南政務委員會修正公布的《瓊崖特別區長官公署組織條例》，其第一條規定「國民政府劃瓊崖全屬為瓊崖特別區，設特別區長官，簡任，直隸於國民政府」:331，但未能實行:279。惟因國內政局突變，影響所及，又陳濟棠暗中阻撓，改建事宜未能實施。
抗戰時期，海南島被日軍占領:279。日軍佔領廣州後，為了切斷國軍在華南的海上交通線，決定攻佔海南島。國軍只有兩個保安團駐守在此。民國廿八年（1939年）2月10日，日軍板垣師團主力在海南島北部天尾港登陸，海口、瓊山當日陷落。另一路日軍於14日同時在崖縣、榆林、三亞灣登陸並在當日陷落，國軍退入山區，日軍侵佔了全島。同年，法國軍隊被驅逐出南海諸島。
抗戰勝利後，又有建省之議:279。由國軍第四十六軍接收海南島，並派遣人員赴南海諸島，執行進駐接收任務，並成立管理處，結束了日本7年來的佔領。1947年3月24日，中國國民黨六屆三中全會通過陳策等48人提交的《请迅将琼崖改设海南省以便清除匪祸安定西南并利开发富源加强国防案》，全会决定将议案提请立法院通过后，再咨行政院办理。4月，國防部陳誠向蔣中正提交《迅将海南岛改设特别区案》。8月，國民政府委員會第八次國務會議通過特區案，並准予未完成立法程序前施行；行政院院務會議同步決議設立海南特區，轄境包括海南島及南海諸島:18，直隸於行政院:279-280。
1949年1月21日，廣東省第九行政督察區改制，海南特別行政區正式成立，领域包括海南岛、东沙群岛、西沙群岛、中沙群岛、南沙群岛等群岛及其附属岛屿与海域。政府先後任命張發奎、李漢魂為行政長官，但均遭到拒絕。3月3日任命陳濟棠為行政長官，3月29日陳於廣州國父紀念堂宣誓就職。區行政長官公署駐海口，下轄16縣：瓊山縣、澄邁縣、定安縣、文昌縣、瓊東縣、樂會縣、臨高縣、儋縣、崖縣、萬寧縣、陵水縣、感恩縣、昌江縣、樂東縣、保亭縣、白沙縣:28:280。同年6月6日，由總統明令公佈《海南特區行政長官公署組織條例》，規定海南特區轄境包括海南島、東沙群島、西沙群島、中沙群島、南沙群島及其他附屬島嶼，海南特區行政長官公署直隸於行政院，置行政長官1人，依據中央法令，綜理轄區政務:280，又公布《海南建省籌備委員會組織條例》:280，在海口成立建省籌備委員會，籌謀進行改省事宜。8月，从琼山县划出6个乡镇和部分村庄设立海口市政筹备处。

### 第二次國共內戰

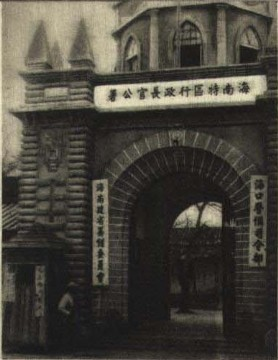
1950年海南島戰役，中国人民解放军攻占中華民國政府位於海南的行署（海南特區行政長官公署、海南建省籌備委員會、海口警備司令部）

中國共產黨在海南島所屬的「廣東省第十四統率區民眾抗日自衛團獨立隊」，於1944年秋改編為「廣東省瓊崖抗日遊擊隊獨立縱隊」（簡稱瓊崖縱隊），由馮白駒領導，佔領了全島近五分之三的地區，隊伍發展到7,000人。抗戰勝利後，國軍進駐海南島，瓊崖縱隊發展暫時受到壓制。但韓練成被任命海南島防衛司令官，暗中執行周恩來的指示，保護瓊崖縱隊。及國軍第四十六軍於1946年9月撤離海南島後，瓊崖縱隊迅速發展，佔領了全島四成的地區。1947年4月，佔領了以五指山為中心的海南島中部山區。到1949年時，瓊崖縱隊已經有軍隊2萬人。其力量已經足以和島內國軍相抗衡。
國共內戰末期，解放軍佔領廣東後，國軍殘部計8萬餘人湧進海南島，加上原守島部隊共計10萬人，薛岳將其整編成19個師。蔣中正派出20餘架飛機，和中華民國海軍第三艦隊50餘艘美式艦艇，增援薛岳防衛海南，並將第三艦隊司令部也設在島上，企圖以陸海空三軍建立立體防禦，長期固守，作為日後反攻大陸的跳板。
1950年（民國三十九年）1月，海南特別行政區行政長官公署設在榆林瓊南要塞司令部中。1950年3月，解放軍第四野戰軍利用帆船順利渡過瓊州海峽，在由馮白駒率領的瓊崖縱隊傾巢而出接應下，順利登陸。薛岳急調第三十二軍、第六十二軍等部5個師在瓊北美亭地區向登陸部隊反撲，試圖在美亭將解放軍一舉殲滅。但是解放軍的後援部隊即時趕來，大敗國軍。薛岳被迫下令撤退，並且逃往臺灣，李彌則返回緬甸北部。4月23日，解放軍佔領海口市。隨後，解放軍的後續部隊陸續渡海與先遣部隊會合，向國軍餘部猛攻，相繼佔領了榆林、三亞等主要城市，國軍倉皇撤離海南，先後載運官兵、傷患、軍眷共76,237人，前往台灣。5月1日，海南島全境由解放軍佔領，改置為瓊崖專區，併入廣東省，海南特區政府機構形同解體。但國民政府遲至1972年3月7日才由立法院通過停止適用《海南特區行政長官公署組織條例》、《海南建省籌備委員會組織條例》兩份法律，同年3月18日公布。至陳水扁總統任內，才於2003年5月13日廢止這兩份法律，同年5月28日總統令正式公布。

### 進駐南海諸島

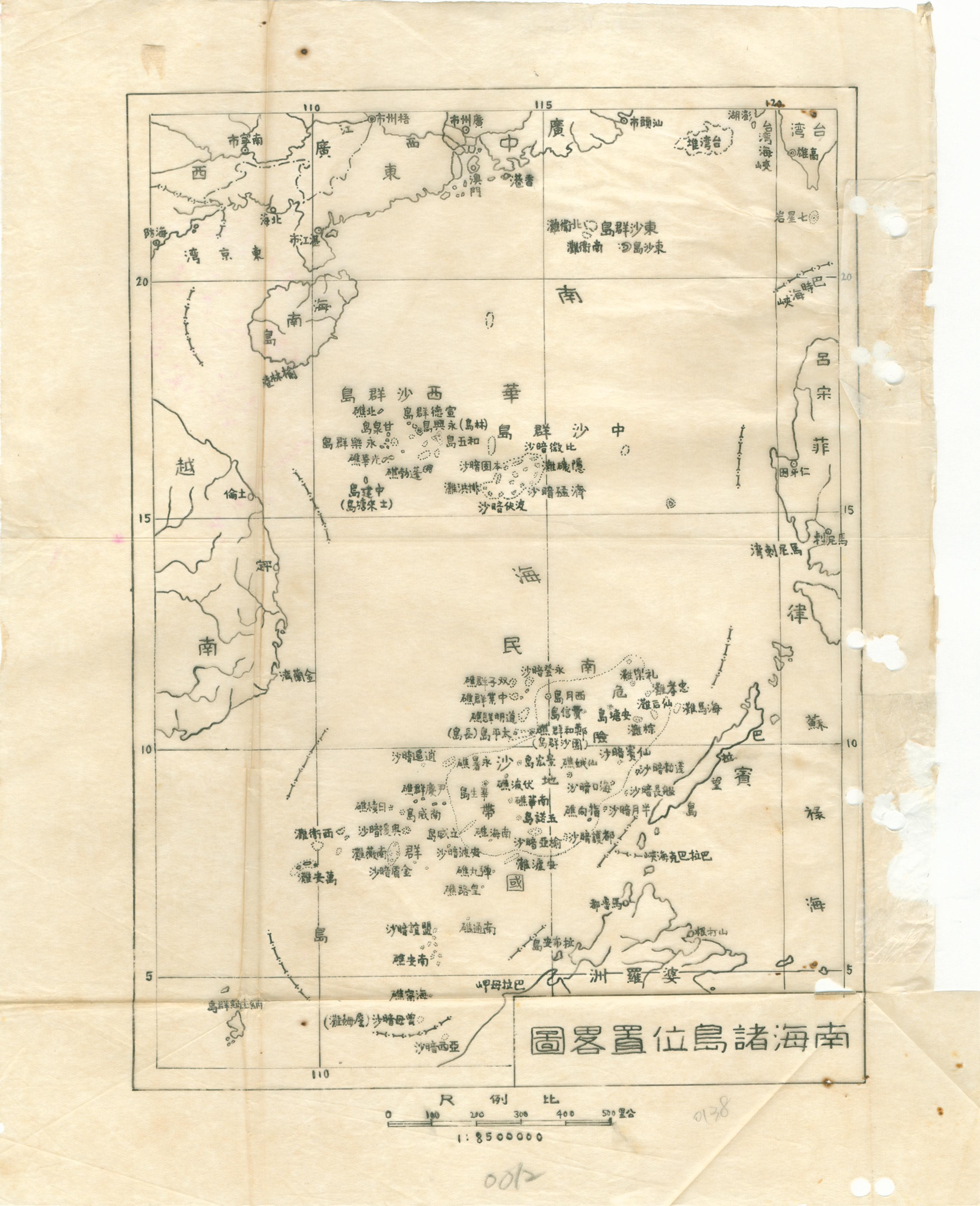
民國36年（1947年）南海諸島位置圖

民國34年（1945年）戰後，先由臺灣省行政長官公署接收管轄南海诸岛，12月12日，中華民國政府設立管理處隸屬廣東省政府管轄。民國35年（1946年）10月5日，法國Chevreud號侵入並登陸南沙群島南威島和太平島，在島上建立石碑，當時國民政府提出抗議，並與法方決定於該月及翌年1月4日進行談判，但因越南战争緊張，法國自動放棄談判。11月24日，中華民國國民政府派遣海軍「中業號」、「永興號」、「太平號」、「中建號」等四艘軍艦，由指揮官林遵、姚汝鈺率領南下，並有內政及陸海空各部代表隨往視察，會同海軍在廣州出發，赴西沙、南沙進駐接收，豎立起石碑並舉行接收和升旗典禮。設立「西沙群島管理處」及「南沙群島管理處」，由海軍管轄。民國36年（1947年）9月13日，行政院將1930年代命名的南沙群島改名為中沙群島，團沙群岛改名為南沙群島。11月，內政部方域司鄭資約所著《南海諸島地理誌略》由商務印書館出版，書中附《南海諸島新舊名稱對照表》。12月1日，內政部正式公佈該對照表。民國39年（1950年）5月，解放軍攻陷海南島。國軍在撤離海南島的同時，駐守南沙及西沙的國軍一齊撤離，僅保留東沙群島的駐軍。解放軍於5月13日進駐西沙的永兴岛；菲律賓民間人士則佔領了包括南沙太平島在內的9座島礁，大肆盜採磷礦。民國45年（1956年），中華民國政府先後派出海軍立威部隊、威遠部隊和寧遠部隊三次「威力偵巡」宣示領土主權，驅離南沙群島的菲律賓人員，派遣海軍陸戰隊戍守太平島。6月5日，成立「東沙守備區」及「南沙守備區」，隸屬海軍司令部。雖然法理上海南特別行政區依然存在，但行政機關已經完全停擺，也沒在台灣本島，太平島或東沙島復辦。

### 南海諸島管轄重新確立

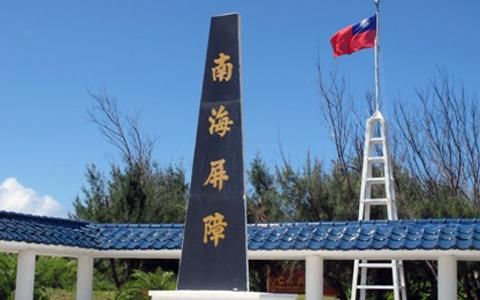
東沙群島南海屏障碑

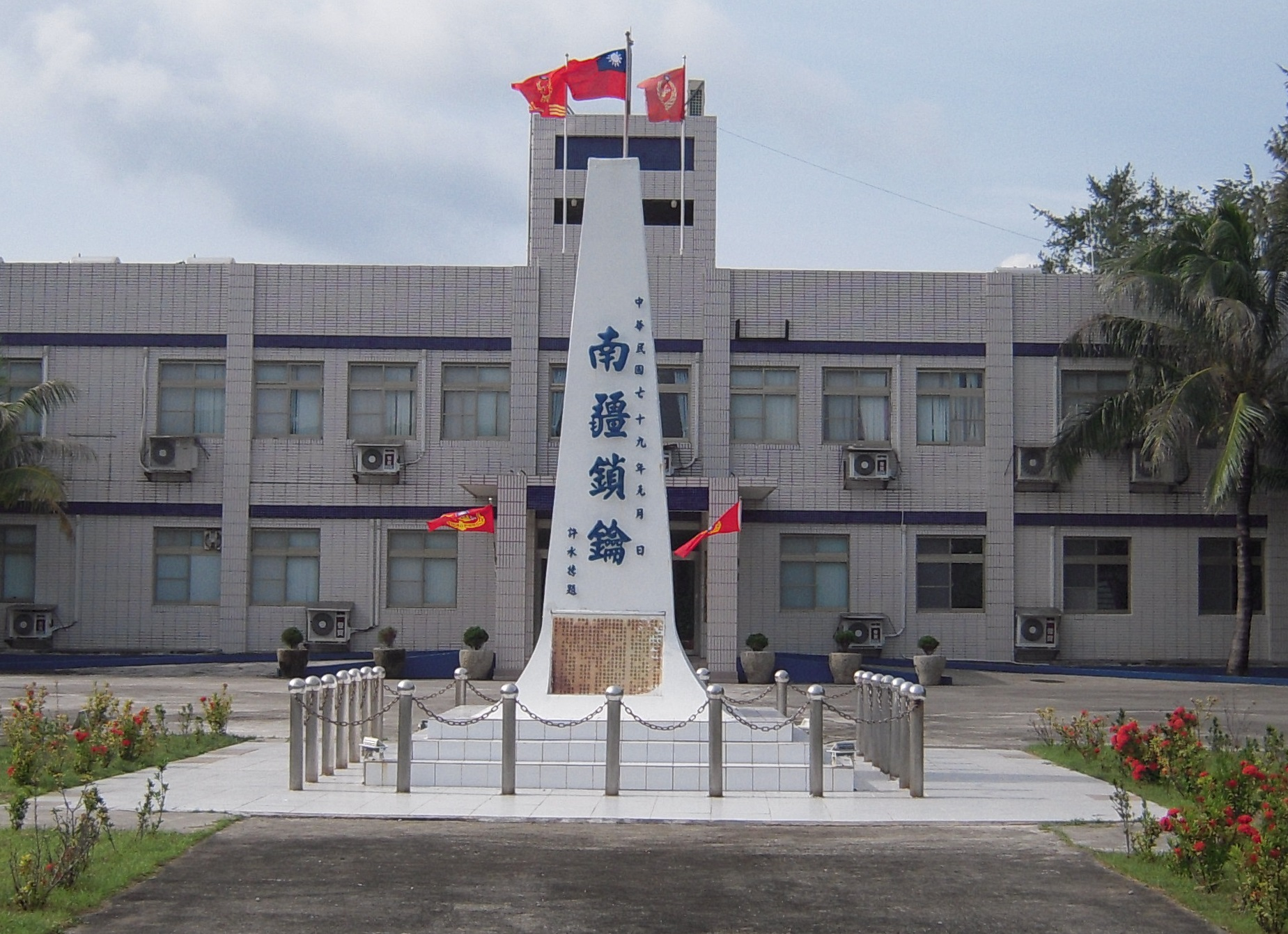
太平島南疆鎖鑰碑

1990年，行政院核定高雄市成立管理委員會，由高雄市旗津區代管東沙及南沙的行政事務，並設立「漁業工作站」，防務由海巡署接管。
2003年，海南特区行政长官公署组织条例廢止。

## 行政區劃

### 省、縣之間的行政區

#### 行政督察區
民國38年（1949年）陳濟棠就任後，於6月將海南特區全境劃分為三個行政督察區，各設立督察專員。同年8月，撤銷所有的行政區公署，改置三個保安師。
- 第一區，專署駐樂會縣嘉積鎮，轄樂會、瓊山、文昌、定安、瓊東、萬寧6縣。
- 第二區，專署初駐澄邁縣金江鎮，後移駐臨高縣，轄澄邁、臨高、儋縣、昌江、白沙5縣。
- 第三區，專署駐崖縣榆林，轄崖縣、陵水、感恩、保亭、樂東5縣。

### 縣級行政區
民國初期北洋政府時代，全境屬廣東省瓊崖道管轄，轄13縣。到了南京國民政府時期，則改劃為廣東省第九行政督察區，並新置樂東、保亭、白沙3縣。民國35年（1946年）11月，在南海諸島成立西沙群島管理處及南沙群島管理處，歸屬海軍管轄。民國38年（1949年）4月置海口市。在解放軍攻佔海南島前夕，全區共轄有1市、16縣。一說包含榆林市及4管理處，但現存相關資料缺乏。民國77年（1988年）7月，行政院公布《中華民國各省（市）縣（市）行政區域代碼》，為各省縣市編定代碼，該法規於民國94年（2005年）10月停用。海南特區各縣、市沿革情況如下：
| 海南特別行政區      | 海南特別行政區      | 海南特別行政區 | 海南特別行政區 | 海南特別行政區 | 海南特別行政區                         | 海南特別行政區 | 海南特別行政區 |
| 行政督察區          | 專署駐地            | 代碼           | 縣等級         | 縣市           | 駐地(2023年4月)                        | 北洋時期       | 沿革 |
| ------------------- | ------------------- | -------------- | -------------- | -------------- | -------------------------------------- | -------------- | --- |
| 特區政府直轄        | 特區政府直轄        | 36001          | 不適用         | 海口市         | 今海口市美蘭區                         | (廣東省瓊崖道) | 海南特區省會，民國38年（1949年）4月析瓊山縣海口鎮置。 |
| 特區政府直轄        | 特區政府直轄        | 36002          | 未定           | 瓊山縣         | 今海口市瓊山區府城街道                 | 廣東省瓊崖道   | 清代為瓊州府附郭瓊縣，民國元年（1912年）裁府留縣並改名。屬廣東省。民國38年（1949年）4月劃屬海南特區。 |
| 特區政府直轄        | 特區政府直轄        | 36003          | 未定           | 澄邁縣         | 今澄邁縣駐地金江鎮                     | 廣東省瓊崖道   | 屬廣東省。民國38年（1949年）4月劃屬海南特區。 |
| 特區政府直轄        | 特區政府直轄        | 36004          | 未定           | 定安縣         | 今定安縣駐地定城鎮                     | 廣東省瓊崖道   | 屬廣東省。民國38年（1949年）4月劃屬海南特區。 |
| 特區政府直轄        | 特區政府直轄        | 36005          | 未定           | 文昌縣         | 今文昌市駐地文城鎮                     | 廣東省瓊崖道   | 屬廣東省。民國38年（1949年）4月劃屬海南特區。 |
| 特區政府直轄        | 特區政府直轄        | 36006          | 未定           | 瓊東縣         | 今瓊海市駐地嘉積鎮                     | 廣東省瓊崖道   | 清代為會同縣，因與湖南省縣名重名，民國3年（1914年）11月改名。屬廣東省。民國38年（1949年）4月劃屬海南特區。 |
| 特區政府直轄        | 特區政府直轄        | 36007          | 未定           | 樂會縣         | 樂城（今瓊海市南博敖鎮樂城村）         | 廣東省瓊崖道   | 屬廣東省。民國38年（1949年）年4月改屬海南特區。 |
| 特區政府直轄        | 特區政府直轄        | 36008          | 未定           | 萬寧縣         | 萬州（今萬寧市駐地萬城鎮）             | 廣東省瓊崖道   | 清代為萬縣，因與四川省縣名重名，民國3年（1914年）1月改名。宋紹興年間置萬寧縣於此，故名。屬廣東省。民國38年（1949年）4月屬海南特區。 |
| 特區政府直轄        | 特區政府直轄        | 36009          | 未定           | 陵水縣         | 今陵水黎族自治縣駐地椰林鎮             | 廣東省瓊崖道   | 屬廣東省。民國38年（1949年）4月屬海南特區。 |
| 特區政府直轄        | 特區政府直轄        | 36010          | 未定           | 崖縣           | 今三亞市崖州區                         | 廣東省瓊崖道   | 清代為崖州直隸州，民國元年（1912年）撤州設縣。屬廣東省。民國38年（1949年）4月屬海南特區。 |
| 特區政府直轄        | 特區政府直轄        | 36011          | 未定           | 臨高縣         | 今臨高縣駐地臨城鎮                     | 廣東省瓊崖道   | 屬廣東省。民國38年（1949年）4月劃屬海南特區。 |
| 特區政府直轄        | 特區政府直轄        | 36012          | 未定           | 儋縣           | （今儋州市西北新州鎮）                 | 廣東省瓊崖道   | 清代為儋州，民國元年（1912年）撤州設縣。屬廣東省。民國38年（1949年）4月劃屬海南特區。 |
| 特區政府直轄        | 特區政府直轄        | 36013          | 未定           | 昌江縣         | 今昌江黎族自治縣西南昌化鎮             | 廣東省瓊崖道   | 清代為昌化縣，因與浙江省縣名重名，民國3年（1914年）1月改名。屬廣東省。民國38年（1949年）4月劃屬海南特區。 |
| 特區政府直轄        | 特區政府直轄        | 36014          | 未定           | 感恩縣         | 今東方市南感城鎮                       | 廣東省瓊崖道   | 屬廣東省。民國38年（1949年）4月劃屬海南特區。 |
| 特區政府直轄        | 特區政府直轄        | 36015          | 未定           | 樂東縣         | 抱由峒（今樂東黎族自治縣駐地抱由鎮）   | (廣東省瓊崖道) | 民國24年（1935年）6月析昌江縣屬七叉，感恩縣屬東方、馬隆、雞叨、峨叉，峨逆、抱由峒、田中、峨溝峒，崖縣樂安、多澗峒、抱善峒、抱扛峒、龍鼻潭寨、多港峒、頭塘、萬沖峒、番陽峒等3縣境內的黎族區置，定縣名為「樂安縣」。因與江西省屬樂安縣同名，9月改名「樂東縣」，國民政府准予備案。屬廣東省。民國38年（1949年）4月劃屬海南特區。                                                                              |
| 特區政府直轄        | 特區政府直轄        | 36016          | 未定           | 保亭縣         | 寶亭（今保亭黎族苗族自治縣駐地保城鎮） | (廣東省瓊崖道) | 民國24年（1935年）6月析崖縣之不打、六羅、首弓、三弓、抱龍峒、同甲峒、水滿峒，陵水縣之保亭（原設有黎務局）、五弓、六弓、七弓、鳥牙峒、嶺門團、白石團、五指山、七指山、分界嶺、吊羅山，萬寧縣之稅司、南橋、西峒、北峒，樂會縣之竹根峒、太平峒、茄槽峒、合水團，定安縣之船埠，南引團、加冬團、母瑞山等5縣境內之黎族區置。明置寶停營於此，由此音轉為保亭，故名。屬廣東省。民國38年（1949年）4月劃屬海南特區。 |
| 特區政府直轄        | 特區政府直轄        | 36017          | 未定           | 白沙縣         | 牙七（今白沙黎族自治縣駐地牙叉鎮）     | (廣東省瓊崖道) | 民國24年（1935年）6月析儋縣之雅叉峒、白沙峒、元門峒、龍頭峒、炳邦，昌江縣之霸王峒、烏烈、大坡、保平、馮虛峒，感恩縣之吳什峒，陵水縣之南流峒、十萬峒，定安縣之新市、營根鋪、加釵峒、小水峒、思河圖，崖縣之紅毛上峒、紅毛下峒、道栽、紅茂村，瓊山縣之加錄峒、淋灣峒等7縣境內之黎族區置。清初置薄沙營於此，由此音轉為白沙，故名。屬廣東省。民國38年（1949年）4月劃屬海南特區。                               |
| 不明確              | 不明確              | 未定           | 不適用         | 榆林市         | 今三亞市城區榆林                       | (廣東省瓊崖道) | 原屬崖縣，民國38年（1949年）4月海南特區成立後設置，計劃開闢為國際商港，令第三區專員邱岳宋負責。實際是否正式成立，不明。 |
| 附錄： 海軍直轄地區 | 附錄： 海軍直轄地區 | 不適用         | 不適用         | 東沙島管理處   | 今南海諸島東沙群島東沙島               |                | 民國35年（1946年）9月設「東沙管理處」。至民國45年（1956年）6月改管理處為東沙守備區指揮部。 |
| 附錄： 海軍直轄地區 | 附錄： 海軍直轄地區 | 不適用         | 不適用         | ？             | 今南海諸島中沙群島                     |                | 具體設置年代及名稱不明。 |
| 附錄： 海軍直轄地區 | 附錄： 海軍直轄地區 | 不適用         | 不適用         | 西沙群島管理處 | 今南海諸島西沙群島永興島               |                | 民國35年（1946年）11月，國民政府派出派出會同海軍接收西沙後，於24日設立「西沙群島管理處」，指派海軍參謀張君然為第一任管理處主任，隸屬廣東省管轄。民國36年（1947年）5月國民政府行政院正式命令海軍暫時代管。 |
| 附錄： 海軍直轄地區 | 附錄： 海軍直轄地區 | 不適用         | 不適用         | 南沙群島管理處 | 今南海諸島南沙群島太平島               |                | 民國34年（1945年）12月12日設立「南沙管理處」，隸屬廣東省政府管轄。民國35年（1946年）12月，國民政府派出派出會同海軍接收西沙後，於12日設立「南沙群島管理處」，指派海軍參謀彭運生為管理處主任，隸屬廣東省管轄。民國36年（1947年）5月國民政府行政院正式命令海軍暫時代管。 |

### 南海群島管理局
民國45年（1956年）9月，中華民國政府為杜絕東南亞各國對南海諸島的野心，並維護及開發南海海疆的需要，遂提出《南海群島管理局設置辦法草案》，將南海諸島及其海域劃入南海群島管理局之下，並於南海諸島規劃鄉村等行政區：
| 南海群島管理局所轄鄉鎮村里一覽表 | 南海群島管理局所轄鄉鎮村里一覽表 | 南海群島管理局所轄鄉鎮村里一覽表 | 南海群島管理局所轄鄉鎮村里一覽表 | 南海群島管理局所轄鄉鎮村里一覽表 |
| 鄉鎮名稱                         | 鄉鎮公所所在地                   | 村里名稱                         | 村里長事務所所在地               | 管轄區範圍 |
| -------------------------------- | -------------------------------- | -------------------------------- | -------------------------------- | --- |
| 太平鄉                           | 太平島                           | 太平村                           | 太平島                           | 太平島、南薰礁、福祿寺礁、大現礁、小現礁 |
| 太平鄉                           | 太平島                           | 敦謙村                           | 敦謙沙洲                         | 敦謙沙洲、舶蘭礁、北恆礁、安達礁、恆礁 |
| 太平鄉                           | 太平島                           | 鴻庥村                           | 鴻庥島                           | 鴻庥島、孔明礁、美濟礁、仁愛暗沙 |
| 太平鄉                           | 太平島                           | 景宏村                           | 景宏島                           | 景宏島、汛愛暗沙、伏波礁、仙娥礁、信義暗沙 |
| 太平鄉                           | 太平島                           | 玉諾村                           | 玉諾島                           | 玉諾島、校尉暗沙、南樂暗沙、指向礁、司令礁、都護暗沙、金吾暗沙、保衛暗沙、榆亞暗沙 |
| 南威鄉                           | 南威島                           | 南威村                           | 南威島                           | 南威島、西礁、中礁、東礁、日積礁、永暑礁、逍遙暗沙、奧援暗沙、蓬勃堡礁、奧南暗沙、南海礁、金吾暗沙、廣雅灘、人駿灘、李準灘、西衛灘、萬安灘 |
| 南威鄉                           | 南威島                           | 畢生村                           | 畢生島                           | 畢生島、南華礁 |
| 南威鄉                           | 南威島                           | 立威村                           | 立威島                           | 立威島、安渡沙洲、南海礁、息波礁、破浪礁、彈丸礁、皇路礁、南通礁、盟誼暗沙、北康暗沙、南安礁、南康暗沙、簸箕礁、澄平礁、曾母暗沙、安渡灘、南屏礁、八仙暗沙、立地暗沙 |
| 安塘鄉                           | 安塘島                           | 安塘村                           | 安塘灘                           | 安塘灘、禮樂灘、忠孝灘、陽明礁、仙后礁、神仙暗沙、海馬灘、紫灘、莪蘭暗沙 |
| 安塘鄉                           | 安塘島                           | 費信村                           | 費信島                           | 費信島、和平暗沙 |
| 中業鄉                           | 中業島                           | 中業村                           | 中業島                           | 中業島、中業群礁、道明群礁、渚碧礁 |
| 中業鄉                           | 中業島                           | 南村                             | 南島                             | 南島、楊信沙洲 |
| 中業鄉                           | 中業島                           | 西月村                           | 西月島                           | 西月島 |
| 中業鄉                           | 中業島                           | 雙子村                           | 南子礁                           | 南子礁、北子礁、樂斯暗沙、永登暗沙 |
| 東沙鄉                           | 東沙群島                         | 自由村                           | 東沙島                           | 東沙島北部、北衛灘、南衛灘 |
| 東沙鄉                           | 東沙群島                         | 平等村                           | 東沙島                           | 東沙島中部 |
| 東沙鄉                           | 東沙群島                         | 博愛村                           | 東沙島                           | 東沙島南部 |
| 永興鄉                           | 永興島                           | 永興村                           | 永興島                           | 永興島、銀礫灘 |
| 永興鄉                           | 永興島                           | 石島村                           | 石島                             | 石島 |
| 永興鄉                           | 永興島                           | 和五村                           | 和五島                           | 和五島、西渡灘、高尖石、湛涵灘、濱湄灘、蓬勃礁、立夫暗沙、魯班暗沙、美濱暗沙、本固暗沙、西門暗沙、華夏暗沙、控拜暗沙、濤靜暗沙、排洪灘、果淀暗沙、排波暗沙、波洑暗沙、布德暗沙、美溪暗沙、安定連礁、海鳩暗沙、濟猛暗沙、武勇暗沙、石塘連礁、比微暗沙、指掌暗沙、南扉暗沙、屏南暗沙、隱磯灘、民主礁、憲法暗沙、一統暗沙、樂西暗沙、漫步暗沙 |
| 趙述鄉                           | 趙述島                           | 趙述村                           | 趙述島                           | 趙述島、西沙洲、北礁 |
| 趙述鄉                           | 趙述島                           | 北島村                           | 北島                             | 北島、北沙洲 |
| 趙述鄉                           | 趙述島                           | 中興村                           | 中島                             | 中島、中沙洲 |
| 趙述鄉                           | 趙述島                           | 南島村                           | 南島                             | 南島、南沙洲 |
| 永樂鄉                           | 甘泉島                           | 甘泉村                           | 甘泉島                           | 甘泉島、羚羊礁 |
| 永樂鄉                           | 甘泉島                           | 金銀村                           | 金銀島                           | 金銀島 |
| 永樂鄉                           | 甘泉島                           | 珊瑚村                           | 珊瑚島                           | 珊瑚島、森屏島 |
| 永樂鄉                           | 甘泉島                           | 晉卿村                           | 晉卿島                           | 晉卿島、玉琢礁 |
| 永樂鄉                           | 甘泉島                           | 道乾村                           | 琛航島                           | 琛航島、廣金島、華光礁 |
| 永樂鄉                           | 甘泉島                           | 磐石村                           | 盤石嶼                           | 盤石嶼 |
| 永樂鄉                           | 甘泉島                           | 中建村                           | 中建島                           | 中建島 |
| 合計八鄉三十二村                 |                                  |                                  |                                  | |

### 行政區劃年表
| 海南特區行政區劃年表                                                        |          |    |    |    |      | |
| 說明：「?」表示不能確定其發生年份或月份，故放於最有可能的一年內，詳見注釋。 |          |    |    |    |      | |
| 西元                                                                        | 民國紀元 | 縣 | 市 | 局 | 其他 | 行政區劃變更 |
| 1949年                                                                      | 民國38年 | 16 | 1  |    |      | - 廣東省瓊山縣來隸（4月） - 廣東省澄邁縣來隸（4月） - 廣東省定安縣來隸（4月） - 廣東省文昌縣來隸（4月） - 廣東省瓊東縣來隸（4月） - 廣東省樂會縣來隸（4月） - 廣東省萬寧縣來隸（4月） - 廣東省陵水縣來隸（4月） - 廣東省崖縣來隸（4月） - 廣東省臨高縣來隸（4月） - 廣東省儋縣來隸（4月） - 廣東省昌江縣來隸（4月） - 廣東省感恩縣來隸（4月） - 廣東省樂東縣來隸（4月） - 廣東省保亭縣來隸（4月） - 廣東省白沙縣來隸（4月） - 析瓊山縣置海口市（4月） - 析崖縣置榆林市（?） |

## 政府體制

### 首府
民國38年（1949年）4月，海南特別行政區成立，首府設於海口市。在今海南省海口市。

### 特區行政機構
民國21年（1932年）5月27日，西南政務委員會修正公佈《瓊崖特別區長官公署組織條例》，設特別區長官，簡任，直隸於國民政府，但未能實現。
抗戰勝利後，又有建省之議。民國36年（1947年）8月，行政院院務會議決設立海南特區，直隸於行政院。民國三十八年（1949年）4月正式成立；6月公佈《海南特區行政長官公署組織條例》，最高行政組織為行政長官公署，設行政長官1人，秘書長1人，專門委員3人至5人。下設秘書、民政、教育、建設、財政、警務6處，主計、人事2室。各處各設秘書1人或2人，科長2人至4人，科員10人至20人，辦事員5人至10人。各室各設主任1人，科員3人至5人，辦事員1人或2人。同日又公布《海南建省籌備委員會組織條例》，設海南建省籌備委員會於長官公署內。陳濟棠兼主任委員，公署各處長為當然委員。加聘海南籍黨政軍知名人士為委員，但不給薪。設秘書長1人，專任；辦事員若干，調任，掌理召集開會、整理提案、記錄等事務。年冬，長官公署改組，增設行政副長官。民國39年（1950年）隨著國軍撤離海南島而自然消亡。

### 歷任行政長官
瓊崖特別行政區行政長官
- 伍朝樞（1932年）

海南特別行政區行政長官
- 張發奎（未到任）
- 李漢魂（未到任）
- 陳濟棠（1949年4月－1950年5月）
- 空缺（1950年5月－2003年5月30日）

### 引用
1. ↑  . 全國法規資料庫.   [2024-11-23]. （原始内容存档于2024-11-23） （中文（臺灣））.
2. ↑  海南特區人口來源參考：海南特別行政區建制經過————評敘新置樂東、保亭、白沙三縣史實 （页面存档备份，存于）。
3. ↑  行政院戶口普查處編. 中華民國79年臺閩地區戶口及住宅普查報告. 臺北市: 行政院戶口普查處. 1992
4. 1 2 3 4 5 6 7 8 9  傅林祥; 鄭寶恆. 周振鶴主編 , 编.  第一版. 上海: 復旦大學出版社. 2007.
5. ↑  國民政府第461號訓令，刊於民國21年1月10日，廣東省政府公報第176期
6. ↑  廣東省政府公報民國廿一年4月10日第183期，暨同年4月20日第185期
7. ↑  中國第二歷史檔案館 (编). . 安徽教育出版社. 1994.
8. ↑  隋丽娟; 马孝鹏. . 历史教学. 2019年, (20).
9. ↑  陈家传. . 南海学刊. 2021年, (4).
10. ↑  莫先熊. . 台灣生力出版社. 1983.
11. ↑  海南省地方志办公室. .
12. ↑  钟一. . 海南日报. 2009年  [2023-11-26]. （原始内容存档于2023-11-26）.
13. ↑  「國史館」地理志編纂委員會. . 台北: 「國史館」. 1990.
14. ↑  海口市地方史志办公室. .
15. ↑  鄭資約編著，傅角今主編. . 內政部方域叢書. 商务印书馆. 1947年11月：第83頁
16. ↑  (根據張君然回憶整理) （页面存档备份，存于）
17. ↑  林勰宇. . 南海學刊. 2020年12月.
18. ↑  陳中平; 籃貫榮.  (PDF). 黃埔學報. 2013年, (第六十五期): 188–192 [民國一百零二年]  [2025-06-11]. （原始内容 (PDF)存档于2021-01-03）.
19. ↑  中華民國海外華人研究學會.  (PDF). 海洋國家公園管理處. 內政部營建署.   [2020-02-27]. （原始内容存档 (PDF)于2021-04-20）.
20. ↑  . 總統府.   [2020-05-10]. （原始内容存档于2022-03-04）.
21. ↑  . 高雄市旗津區公所.   [2020-05-10]. （原始内容存档于2020-02-23）.
22. ↑  行政督察區月份參考：海南解放的前夜:長官走馬燈經濟接收變劫收 （页面存档备份，存于）；各區轄縣參考：李勃著，《海南島歷代建置沿革考》，海南出版社／南方出版社，第487頁。
23. ↑  榆林市見李勃：《海南島歷代建置沿革考》，海南出版社／南方出版社，第487-488頁。
24. ↑  4管理處見海南特別行政區建制經過————評敘新置樂東、保亭、白沙三縣史實 （页面存档备份，存于）。
25. ↑  《內務部改定各省重複縣名及存廢理由清單》。
26. 1 2 3  《國民政府公報》第1951號，民國25年1月22日，第11頁；《廣東省政府公報》第294期，民國24年4月25日，銓字第419號訓令。
27. ↑  《廣東省政府公報》第307期，民國24年9月21日，銓字第1076號訓令。
28. ↑  李勃：《海南島歷代建置沿革考》，海南出版社／南方出版社，第488頁。
29. ↑  見《東沙碑文》及「我國東沙島的歷史 與地理人文簡介」 的存檔，存档日期2013-02-22.。
30. ↑  東沙島之大事紀[永久]
31. ↑  朱偉民撰〈中國收復西南沙群島經過〉，載於民國84年《傳記文學》第66卷第4期第48-50頁。
32. 1 2  1946年中華民國武裝力量收復西沙、南沙群島歷程(組圖)[永久]
33. ↑  .   [2012-10-21]. （原始内容存档于2013-12-17）.
34. ↑  .   [2023-04-15]. （原始内容存档于2023-04-15）.
35. ↑  中國第二歷史檔案館：《國民黨政府政治制度檔案史料選編》下冊，第331頁。
36. ↑  《總統府公報》第228號，民國38年6月13日，第9冊。

## 外部連結
- 王豐的民國傳記博客
- 洪定國的地理資料庫 - 大地耕者 - 網易博客